# Кюнек
Кю̀нек (Кю̀нец, Кю̀неко, Кю̀ник) е връх в Осоговска планина. Надморската му височина е 1923 m (в някои източници – 1925 m).

## Име
Наименованието на връх Кю̀нек произлиза от името на извора на река Плавилска, намиращ се на югоизток от върха. До извора е имало глинена тръба, а в местния кюстендилски говор за тръба/водопровод са се използвали думите кю̀нец/кю̀нецо/кю̀нек/кю̀неко/кю̀ник.

„Местните имена в Кюстендилско“ (речник, том II Д–К):
„Кю̀нек(о), вр. В Ос 1925 м, извор, п З 1,5 хижа „Осогово“ при Бог. – В говора кю̀нек ‘тръба, кюнец`. До извора имало глинена тръба. Вж. Кю̀нецо.

Кю̀нецо, ог З 0,2 Бер – имало стар турски водопровод; при Бог = Кю̀неко; н, ог З 5 Вак. – От кю̀нец = кю̀нек. МИ Кю̀нецът в Год. Вж. Завала̀-.“

## География
Връх Кюнек се намира в западния (по-високия) дял на Осоговска планина. Издига се на едното от двете главни била на планината, започващо от хълма Хисарлъка над град Кюстендил и простиращо се в направление североизток-югозапад до връх Руен и Царев връх (Султантепе). Кюнек е първият връх на това било, който е над гористия пояс на Осогово. Склоновете му са покрити с треви, ниска хвойна, отделни дървета и каменни грамади. В този участък на планината денудационни процеси са разкъсали и отнесли външната обвивка от кристалинни скали (амфиболити, гнайси, шисти) и на повърхността се е показал гранитът, част от осоговския мощен гранитен плутон.
Билни съседи на връх Кюнек са – от запад – връх Човека 2047 m, от когото го отделя терасовиден участък от билото, върху който изпъкват котите 1960 m (наречена връхчето Платно) и кота 1965 m, а от изток – връх Шмраката (Шманата) 1722 м (който е в гористия пояс и не изпъква добре), обширната поляна Ешекчийска орница 1626 m и местността Разкола. Северно от връх Кюнек се намира потока Мечкино дере, а на североизток е Памучка река – десни притоци на Глогозка река. На югоизток от върха е изворът на Плавилска река, която минава близо до хижа „Осогово“ и се влива в Скокова река. От южните склонове на Кюнек водят началото си няколко поточета, които се обединяват в двата големи потока Чемерика и Влашки дол – леви притоци на Млачка река (извираща от североизточния склон на връх Човека).

## Местоположение
Връх Кюнек се намира върху участък от билото с формата на два купола:
Югозападен купол с 3 коти:
Кота 1922,8 m (бетонна кота, част от триангулачната геодезическа мрежа на страната).

Кота 1901 m (внушителна грамада от скали и камъни, наречена Кулин камък).

Кота 1903,4 m (изпъква слабо над околния терен, покрита е с треви и ниска хвойна).
Североизточен купол с 2 коти:
Кота 1913,3 m (обрасла с треви и ниска хвойна, по стръмния ѝ северен склон има каменни пасажи).

Кота 1902,6 m (грамада от скали и камъни във формата на пирамида. С измервания с GPS приемник е установена около 1906-1907 m надморска височина на най-високия камък).
Координати на котите съгласно местоположенията им върху едромащабната топографска карта на Република България – ЕТК 1:5000, картни листа к9-42-80, к9-43-65:
Кота 1922,8 м: 42.199447° с. ш., 22.607827° и. д.

Кота 1901,0 м: 42.197400° с. ш., 22.607935° и. д.

Кота 1903,4 м: 42.201184° с. ш., 22.605320° и. д.

Кота 1913,3 м: 42.202545° с. ш., 22.610872° и. д.

Кота 1902,6 м: 42.203596° с. ш., 22.614278° и. д.
Между двата купола се намира тревиста платовидна заравненост с надморска височина 1889,7 m (наричана Стадиона от членове на туристическо дружество „Осогово“ поради приликата си с футболно игрище). На 170 метра по права линия в югоизточна посока е изворът на река Плавилска, където е имало глинена тръба/кюнец, откъдето идва името на връх Кюнек. Изворът отстои по права линия на 300 метра от кота 1922,8 m и на 430 метра от кота 1902,6 m..

## Спор за точното местоположение на връх Кюнек
Съществуват няколко възгледа за точното местоположение на връх Кюнек.

### Първи възглед:
Връх Кюнек има формата на два купола: югозападен с 3 коти и североизточен с 2 коти.
Върху географски, топографски, туристически, кадастрални и информационни карти връх Кюнек е отбелязан на кота 1922,8 m върху югозападния купол. Надморската височина на върха върху картите варира от 1922,8 m до 1929 m. Кулин камък е отбелязан върху картите със знак „Отделно стърчаща скала“ без надморска височина или с височина 1901/1902 m, намираща се южно от кота 1922,8 m.
В Едромащабната топографска карта на Република България ЕТК 1:5000 с името Кулин камък е обозначена местност южно от кота 1922,8 m.
Коти 1903,4 m, 1913,3 m и 1902,6 m не са отбелязани с имена върху картите.
В кадастралната карта и регистри на Агенция по геодезия, картография и кадастър са дадени поземлени имоти в местността КЮНЕЦ с идентификатори 58129.19.591, 58129.19.592, 58129.19.593 и 58129.19.558, намиращи се върху южния и източния склон, спускащи се от кота 1922,8 m, и имоти в местността КУЛИН КАМЪК с идентификатори 58129.19.530, 58129.19.531, 58129.19.532, 58129.19.533, 58129.19.582, 58129.19.584, 58129.19.585, 58129.19.587, 58129.19.588, 58129.19.589, 58129.19.590, 58129.19.594, 58129.19.595, намиращи се на юг и изток от кота 1901 m.

### Втори възглед:
Връх Кюнек е грамадата камъни във формата на пирамида върху североизточния купол с най-ниската кота 1902,6 m (с измервания с GPS приемник е установена около 1906-1907 m надморска височина на най-високия камък), а югозападният купол е самостоятелен връх без име или с име Кулин камък.

Привърженик на този възглед е Павел Делирадев, който в своята книга „Осогово“ (1927 г.) пише следното:
„Кюнекъ. (1929) С него завършва високото било Царъ-връхъ – Кюнекъ, което въ източната си частъ е съставено отъ гранитния лаколитъ. Върхът е добре оформенъ само отъ северъ и изтокъ; на югозападъ отъ него е развило едно малко плато, прорѣзано от изворитѣ на Плавилото и съ върхообразна канара, наречена Кулинъ камъкъ. В повечето географски карти мѣстата на тѣзи два върха близнака сѫ размѣнени, като западниятъ се сочи за Кюнекъ, а името на Кулинъ камъкъ не се споменава. Отъ Кюнека се разкрива най-обширния източенъ изгледъ от нашата планина.“
На приложената от Павел Делирадев карта към книгата си върхът е даден отново на югозападния купол, а не на североизточния.
Делирадев потвърждава своята позиция за местоположението на връх Кюнек в книгата си „По планини и върхове“ (1929 г.).
В издадени по-късно туристически пътеводители и книги за Осоговска планина авторите им се позовават на мнението на Павел Делирадев и поставят връх Кюнек върху грамадата камъни на североизточния купол с кота 1902,6 m, но твърдят, че надморската му височина е 1923-1925 м (Емил Иванчев – „Осогово“, 1983 г., Кирил Георгиев Кръстев – „Енциклопедичен речник Кюстендил (А-Я)“, 1988 г., Стефан Иванов – „Осогово“, 2009 г., Йордан Котев – „Осоговската планина: Култът към св. Мина в Югозападна България“, 2002 г.). В картните приложения към пътеводителите обаче връх Кюнек е отбелязан върху югозападния купол, а не върху североизточния.

### Трети възглед:
Връх Кюнек се намира на югозападния купол с кота 1922,8 m, а североизточният купол с коти 1913,3 m и 1902,6 m е отделен връх без име.

### Четвърти възглед:
Връх Кюнек се намира на югозападния купол с кота 1922,8 m, а североизточният купол с коти 1913,3 m и 1902,6 m е отделен връх с името Мали Кюнек.
Огнян Кузманов от Кюстендилския отряд на Планинската спасителна служба предлага на североизточния купол да бъде дадено името Мали Кюнек по аналогия с върховете Руен и Мали Руен. Председателят на туристическо дружество „Осогово“ Христо Абаджиев също смята, че името Мали Кюнек е добър избор, с който да се обединят различните възгледи и да се въведе ред в топонимията.

## Туризъм
Кюнек е популярен туристически обект. Той е най-лесният за изкачване обзорен връх в Осоговска планина. От него се открива обширна панорама към Кюстендилското поле, българската част на Осоговска планина и множество планини в България, Сърбия, Северна Македония и Гърция (Стара планина, Витоша, Гребен, Завалска, Вискяр, Люлин, Витоша, Плана, Средна Гора, Руй, Ездимирска, Стража, Любаш, Черна гора, Голо бърдо, Верила, Рила, Родопи, Пирин, Славянка, Шарлия, Беласица, Влахина, Малешевска, Огражден, Голак, Плачковица, Кожуф, Каймакчалан, Бесна кобила, Дукат, Чудинска, Милевска, Кървав камък, Еловишка, Пенкьовска, Ерулска, Рудини, Лисец, Кобилска, Земенска, Конявска).

### Изходни пунктове за изкачване на връх Кюнек:
- Хижа „Осогово“ – намира се в местността Плавилото на около 1620 m н.в. До нея води асфалтов път (18 км) от град Кюстендил през с. Богослов, м. Студен кладенец и м. Памука. Разстоянието по пешеходни пътеки от Кюстендил до хижата е около 4 часа.
Координати – 42.197397° с. ш., 22.624284° и. д.

- Местност Разкола – намира се на 1580-1630 m н.в. между м. Памука и м. Плавилото. До нея води асфалтов път (17 км) от град Кюстендил през с. Богослов, м. Студен кладенец и м. Памука. Пътят продължава към х. „Осогово“ (800 метра) и х-л „Три буки“ (3 км). В м. Разкола от източната страна на пътя има будка-пост на Гранична полиция, а от западната страна е изграден заслон-навес с огнище и чешма. Пешеходното разстояние от град Кюстендил до м. Разкола е около 3 ч 45 мин.
Координати на заслона – 42.202733° с. ш., 22.630679° и. д.

- Местност Памука – намира се на 1430 m н.в. между м. Студен кладенец и м. Разкола. До нея води асфалтов път от град Кюстендил (15 км), който продължава до м. Разкола (2 км), х. „Осогово“ (3 км) и х-л „Три буки“ (5 км). Пешеходното  разстояние от град Кюстендил до м. Памука е около 3 ч 10 мин.
 Координати – 42.217627° с. ш., 22.637325° и. д.

- Хотел „Три буки“ – намира се на 1570 m н.в. в местността Трите буки. До него води асфалтов път (20 км) от град Кюстендил през с. Богослов, м. Студен кладенец, м. Памука и х. „Осогово“. Разстоянието между х. „Осогово“ и х-л „Три буки“ е 2 км, изминава се пеша за около 30 минути.
 Координати – 42.180942° с. ш., 22.621567° и. д.

- Заслон „Превала“ („Бегбунар“) – намира се на 1812 m н.в. между в. Човека 2047 m (от север) и в. Кулиците 1862 m (от юг). Представлява масивна постройка с едно помещение. Има маса, скамейки и печка. Може да подслони около 4-5 човека. На 180 метра южно от заслона се намира изворът Бегбунар (от турски – бейски кладенец), до който е построена чешма и беседка с маси и пейки. Разстоянието до заслон „Превала“ от х. „Осогово“ е около 6,5 км (1 ч 50 мин), от х-л „Три буки“ – 6,1 км (1 ч 45 мин), от Каракашката махала на с. Цървена ябълка – 3,25 км (1 ч 10 мин), от връх Руен 2252 m – 6,8 км (1 ч 30 мин), от връх Човека 2047 m – 1,9 км (30 мин), от с. Вратца, м. Дервента – 11,2 км (3 ч 45 мин).
Координати – 42.188366° с. ш., 22.580427° и. д.

### Маршрути за изкачване на връх Кюнек:
1. Хижа „Осогово“ 1620 m – връх Кюнек кота 1903 m – кота 1913 m – кота 1923 m:
Маркировка: Синя в началото, синя и зелена в средата, синя в края

Дължина: 2,3 км

Положителна денивелация: 340 м

Отрицателна денивелация: 39 м

Среден наклон: +13,2% (+7,5°)

Време за изкачване: 1 ч

Време в обратната посока: 45 мин
2. Местността Разкола 1590 m – поляна Ешекчийска орница 1627 m – връх Кюнек кота 1903 m – кота 1913 m – кота 1923 m:
Маркировка: Зелена  в началото, синя и зелена в средата, синя в края

Дължина: 3 км

Положителна денивелация: 370 м

Отрицателна денивелация: 37 м

Среден наклон: +11,1 % (+6,3°)

Време за изкачване: 1 ч 10 мин

Време в обратната посока: 50 мин
3. Местността Памука 1430 m – поляна Ешекчийска орница – връх Кюнек кота 1903 m – кота 1913 m – кота 1923 m:
Маркировка: Червена в началото, зелена и синя в средата, синя в края

Дължина: 4,1-4,3 км

Положителна денивелация: 540 м

Отрицателна денивелация: 47 м

Среден наклон: +11,6 % (+6,6°)

Време за изкачване: 1 ч 35 мин

Време в обратната посока: 1 ч 10 мин
4. Хотел „Три буки“ 1570 м – местност Грамадите 1627 м – горен край на ски-писта „Осогово“ 1837 м – връх Кюнек кота 1923 м:
Маркировка: Червена и синя в началото, синя в средата и в края

Дължина: 2,9 км

Положителна денивелация: 370 м

Отрицателна денивелация: 17 м

Среден наклон: +12,3% (+7,0°)

Време за изкачване: 1 ч 05 мин

Време в обратната посока: 50 мин
5. Хижа „Осогово“ 1620 м – местност Грамадите 1627 м – горен край на ски-писта „Осогово“ 1837 м – връх Кюнек кота 1923 м:
Маркировка: Червена в началото, синя в средата и в края

Дължина: 3,3 км

Положителна денивелация: 320 м

Отрицателна денивелация: 29 м

Среден наклон: +9,2% (+5,3°)

Време за изкачване: 1 ч 10 мин

Време в обратната посока: 55 мин
6. Заслон „Превала“ 1812 м – връх Човека 2047 м – връх Кюнек кота 1923 м:
Маркировка: Зелена в началото, зелена и синя в средата, синя в края

Дължина: 4,7 км

Положителна денивелация: 290 м

Отрицателна денивелация: 179 м

Среден наклон при изкачване: +10,3% (+5,9°)

Среден наклон при слизане: –7,7% (–4,4°)

Време за изкачване: 1 ч 35 мин

Време в обратната посока: 1 ч 25 мин

## Галерия
- Връх Кюнек 1923 м в Осоговска планина (на заден план – връх Човека 2047 м)
- Връх Кюнек 1923 м в Осоговска планина
- Връх Кюнек 1923 м в Осоговска планина (на заден план – връх Руен 2251 м и връх Човека 2047 м)
- Връх Кюнек 1923 м в Осоговска планина и изворът на Плавилска река
- Кота 1902,6 м на североизточния купол на връх Кюнек 1923 м в Осоговска планина
- Връх Кюнек 1923 м в Осоговска планина – гледка от кота 1902,6 м
- Връх Кюнек 1923 м и Кулин камък 1902 м в Осоговска планина – от пътеката за връх Човека
- Връх Кюнек 1923 м в Осоговска планина – гледка от пътеката за връх Човека
- Връх Кюнек 1923 м в Осоговска планина – гледка от кота 1960 м („връхче Платно“)
- Връх Кюнек 1923 м в Осоговска планина – гледка от връх Човека 2047 м
- Връх Кюнек 1923 м в Осоговска планина – гледка от връх Църнотрав 1865 м
- Хижа „Осогово“